# Jerome Robbins
Jerome Robbins (New York, 11 oktober 1918 – aldaar, 29 juli 1998) was een Amerikaans choreograaf. Hij begon zijn loopbaan als danser in musicals op Broadway. Het eerste ballet waarvoor hij de choreografie bedacht, was Fancy Free uit 1940 op muziek van Leonard Bernstein. Het verhaal gaat over drie matrozen die weinig meer doen dan vrouwen versieren en werd een dusdanig succes dat het verfilmd werd. Populair werd ook zijn Dances at a Gathering, dat gemaakt werd voor het New York City Ballet.
Robbins was verantwoordelijk voor de choreografie en/of regie van talloze Broadway-musicals. Het grote publiek kent hem met name door zijn samenwerking met componist Leonard Bernstein, met wie hij de succesvolle musical West Side Story maakte. Hiervoor kreeg hij een van de vijf Tony Awards die hij in zijn carrière verdiende. Voor de verfilming van deze musical ontving hij een Oscar.
Robbins' balletten kunnen zowel serieus als krachtig zijn, zoals zijn versie van Afternoon of a Faun, ook wel l'Après-midi d’un Faune. Evenals zijn collega Nijinsky in 1912, gebruikte Robbins Claude Debussys muziek. Het duet speelt zich af in een balletstudio en gaat over de relatie tussen twee dansers.

## Carrière op Broadway
- 1939: Stars in Your Eyes - musical - danser
- 1939: The Straw Hat Revue - revue - danser
- 1941: Giselle - ballet - danser
- 1941: Three Virgins and a Devil - ballet met muziek van Ottorino Respighi - danser
- 1941: Gala Performance - ballet met muziek van Sergej Prokofjev - danser
- 1944: On the Town - musical - bedenker en choreograaf
- 1945: Common Ground - toneelstuk - coregisseur
- 1945: Interplay - ballet met muziek van Morton Gould - choreograaf en danser
- 1945: Billion Dollar Baby - musical - choreograaf
- 1946: Fancy Free - ballet (revival) - choreograaf
- 1947: High Button Shoes - musical - choreograaf, bekroond met de Tony Award voor beste choreografie
- 1948: Look, Ma, I'm Dancin'! - musical - bedenker, choreograaf, coregisseur
- 1949: Miss Liberty - musical - choreograaf
- 1950: Call Me Madam - musical - choreograaf
- 1951: The King and I - musical - choreograaf
- 1952: Two's Company - revue - choreograaf
- 1954: The Pajama Game - musical - coregisseur
- 1954: Peter Pan (musical) - musical - regisseur en choreograaf
- 1956: Bells Are Ringing - musical - regisseur en co-choreograaf, samen met Bob Fosse
- 1957: West Side Story - musical - regisseur en choreograaf, bekroond met de Tony Award voor beste choreografie
- 1958: The Concert (or the Perils of Everybody) - ballet op muziek van Frédéric Chopin - choreograaf
- 1958: Afternoon of a Faun - ballet op de muziek van Claude Debussy - choreograaf
- 1958: 3 x 3 - ballet op de muziek van Georges Auric - choreograaf
- 1958: New York Export: Opus Jazz - ballet op de muziek van Robert Prince - choreograaf
- 1959: Gypsy - musical - choreograaf en regisseur
- 1961: Moves - ballet zonder muziek - choreograaf
- 1962: A Funny Thing Happened on the Way to the Forum - musical - ondersteuning regie en choreografie
- 1963: Mother Courage and Her Children - toneelstuk - coproducent en regisseur
- 1963: Oh Dad, Poor Dad, Mama's Hung You in the Closet and I'm Feeling So Sad - toneelstuk - regisseur
- 1964: Funny Girl - musical - productiesupervisie
- 1964: Fiddler on the Roof - musical - regisseur en choreograaf, bekroond met Tony Awards voor beste regie en beste choreograaf
- 1989: Jerome Robbins' Broadway - revue - regisseur en choreograaf, bekroond met de Tony Award voor beste regie van een musical

- Bibsys: 90390022
- Biblioteca Nacional de España: XX1120885
- Bibliothèque nationale de France: cb13334435f (data)
- Catàleg d'autoritats de noms i títols de Catalunya: 981058514132906706
- CiNii: DA0815356X
- Gemeinsame Normdatei: 118911902
- International Standard Name Identifier: 0000 0001 0869 2927
- Library of Congress Control Number: n85173002
- Nationale Bibliotheek van Letland: 000181864
- MusicBrainz: 67cd2680-4fd8-4304-869a-ed36938b7d51
- Bibliotheek van het Japanse parlement: 01133470
- Nationale Bibliotheek van Tsjechië: xx0078920
- Nationale bibliotheek van Australië: 35466112
- Nationale Bibliotheek van Israël: 987007274650405171
- Nationale Bibliotheek van Polen: a0000002006176
- Nederlandse Thesaurus van Auteursnamen: 071341048
- LIBRIS: 334717
- SNAC: w6s7627m
- Système universitaire de documentation: 067166717
- Trove: 963122
- Union List of Artist Names: 500461111
- Virtual International Authority File: 9993598
- WorldCat: E39PBJtH4WVffQf9Qk9DMh7CQq